# تسخين (تقنية)

صورة توضح كيفية التسخين

التسخين (أو التنجيذ ) هي العملية التي يتم ممارستها على مكونات النظام قبل وضعها في الخدمة. وهذة العملية تقوم بإجبار الأخطاء على الحدوث تحت ظروف معينة خاضعة للإشراف حتي يتم فهم مسار العملية.
والهدف من تلك العملية هو تحديد المكونات التي من شأنها أن تسبب خطأ نتيجة ارتفاع احتمالية حدوث الخطأ كما هو موضح في منحني معدل الإخفاق المستخدم لقياس الاعتمادية. وكلما كانت فترة استمرار العملية طويلة بما فية الكفاية، كلما أصبحنا أكثر يقينا من اعتمادية النظام وكلما قلت الأخطاء التي يمكن أن تحدث في البداية.
نظريا يتم استبدال أي مكون ضعيف من شأنة أن يسبب أي خطأ في مسار العملية. وبذلك يتم تقليل حدوث الأخطاء، وحالات الفشل، أو العيوب الكامنة الأخرى.
عندما يتم توسيع مدي ( عمر / زمن ) الضغط في الجزء المتزايد من منحني حوض الإستحمام ( منحني معدل الإخفاق )، يكون تأثير هذة العملية سلبي وهو الحد وتقليل عمر المنتج.
في عمليات الإنتاج ليس من السهل تحديد ما إذا كانت نسبة الخطأ تتناقص. لأنه لتحديد توزيع وقت الفشل لنسبة قليلة من الإنتاج، يتم تدمير عدد كبير جدا من الأجهزة.
وبالنسبة للمكونات الإلكترونية، فغالبا ما تجري هذة العملية في درجات حرارة عالية وتحت جهد عالي. ويمكن تسمية هذة العملية بتمرغ الحرارة أو الغطس الحراري. حيث أن المكونات تكون تحت الاختبار المستمر.

## استخدام آخر
وهناك استخدام آخر لهذه العملية من قبل بعض عشاق الموسيقي. والذين يتركون الأجهزة السمعية جديدة تعمل لعدة أيام أو عدة أسابيع، للحصول على الأداء الأمثل للجهاز. ومع ذلك، فقد نشأت العديد من المناقشات حول فوائد هذة الممارسة.